# Brižitka Molnar
Brižitka Molnar (serbs. Брижитка Молнар; ur. 28 lipca 1985 w Toraku) – serbska siatkarka, reprezentantka Serbii i Czarnogóry oraz później reprezentantka Serbii, grająca na pozycji przyjmującej. Mistrzyni Europy 2011. 

## Sukcesy klubowe
Puchar Rumunii:
- 2007, 2008, 2009

Liga rumuńska:
- 2007, 2008, 2009

Puchar Grecji:
- 2010

Liga grecka:
- 2010, 2011
- 2016

Liga turecka:
- 2013

Liga polska:
- 2014

## Sukcesy reprezentacyjne
Serbia i Czarnogóra
Mistrzostwa Świata:
- 2006

Serbia
Mistrzostwa Europy:
- 2011
- 2007

Liga Europejska:
- 2009, 2010, 2011

Grand Prix:
- 2011, 2013

Igrzyska Europejskie:
- 2015

## Nagrody indywidualne
- 2010: MVP ligi greckiej w sezonie 2009/2010